# Ioan Ursu (fizician)
Ioan Ursu (n. 5 aprilie 1928, com. Mănăstireni, județul Cluj – d. 16 aprilie 2007, București) a fost un fizician român, academician, coordonator al programului nuclear al României, membru PCR, ministru în guvernele comuniste.

## Activitate

#### Activitatea științifică
- În 1950 a absolvit Facultatea de matematică și fizică a Universității din Cluj.[1]
- În 1956 obține titlul de doctor cu teza „Efecte magnetomecanice la oxigen”.[1][2]
- În 1959 - 1960 urmează studii postdoctorale la Universitatea din Princeton, SUA[2]
- În 1967 devine doctor docent în științe naturale.[2]
- În 1969 obține titlul de profesor universitar emerit.[2]
- În 1974 devine membru titular al Academiei Române[1]
- În 1980 este numit vicepreședintele Consiliului Național pentru Știință și Tehnologie, a comitetului de conducere al consiliului și a biroului executiv.[3]

Cercetările sale științifice s-au axat pe studiul materialelor nucleare, în calitate de continuator al lui Horia Hulubei, interacțiunea radiațiilor nucleare cu solidul, combustibili nucleari specifici. A studiat efectul de îmbogățire izotopică a uraniului (descoperire proprie), rezonanța magnetică și unele probleme legate de tehnologia nucleară.

#### Activitatea didactică[2]
- Își începe activitatea didactică din anul 1949.
- Între anii 1949 - 1960 parcurge toate treptele, până la profesor universitar.
- Între anii 1960 - 1968 este șeful Catedrei de Fizică Nucleară, Optică și Electromagnetism de la Universitatea din Cluj, unde între anii 1961 - 1968 a fost și prorector.
- Între anii 1968 - 1976 este profesor și șef de catedră la Universitatea din București.
- Între anii 1960 - 1964 este profesor invitat în Elveția, Anglia, Franța, fosta URSS.

#### Funcții[2]
- Între anii 1968 - 1976 este director al Institutului de Fizică Atomică de la București-Măgurele.
- Între anii 1969 - 1976 este președinte al Comitetului de Stat pentru Energia Nucleară, cu rang de ministru, în guvernele Maurer (5), Mănescu (1), Mănescu (2).
- Între anii 1976 - 1980 este președinte al Consiliului Național pentru Știință și Tehnologie, cu rang de ministru, în guvernele Mănescu (2), Verdeț (1).
- Între anii 1980 - 1989 este prim-vicepreședinte al Comitetului Național pentru Știință și Tehnologie, cu rang de ministru, în guvernele Verdeț (2), Dăscălescu (1), Dăscălescu (2).
- Între anii 1988 - 1989 este președintele Secției de Fizică a Academiei Române.

#### A fost membru în 28 de forumuri academice și științifice străine[4]
| - Societatea Americană de Fizică (American Physical Society, 1959) - Comitetul Internațional al Asociației de Fizică AMPERE (Atomes et molecules par études radio-électriques, 1964 - Consiliul Științific al Institutului Unificat de Cercetări Nucleare, Dubna (1965) - Societatea Belgiană de Fizică - Societatea Franceză de Fizică (1969) - Societatea Internațională de Rezonanță Magnetică (1971) - Societatea Nucleară Americană (American Nuclear Society, 1975) - Asociația Nucleară Canadiană (Canadian Nuclear Association, 1976) - Comitetul Științific Consultativ al IAEA (1979) - Academia de Științe din New York (1982) - Asociația Americană pentru Progresul Științei (AAAS, 1984) - Laboratorului Mondial (World Laboratory, 1988) - Academia de Științe a URSS (1990) - Societatea Europeană de Optică (1991) - etc. |

- Între anii 1971 - 1973 este guvernator în Consiliul Guvernatorilor al Agenției Internaționale pentru Energia Atomică (AIEA), Viena.[2]
- Între anii 1976 - 1979 este președinte al Societății Europene de Fizică.[2]
- Între anii 1986 - 1990 este președinte al Uniunii Balcanice de Fizică.[2]

## Distincții
- Ordinul Muncii clasa a II-a (25 decembrie 1967) „pentru merite deosebite în opera de construire a socialismului, cu prilejul celei de-a XX-a aniversări a proclamării Republicii”[5]
- Ordinul „Tudor Vladimirescu” clasa a II-a (4 mai 1971) „cu prilejul aniversării a 50 de ani de la constituirea Partidului Comunist Român, [...] pentru merite deosebite în opera de construire a socialismului”[6]
- Ordinul „Steaua Republicii Socialiste România” clasa a II-a (7 mai 1981) „pentru rezultatele obținute în îndeplinirea cincinalului 1976–1980, pentru contribuția deosebită adusă la înfăptuirea politicii Partidului Comunist Român de făurire a societății socialiste multilateral dezvoltate în patria noastră, cu prilejul aniversării a 60 de ani de la făurirea Partidului Comunist Român”[7]
- Medalia comemorativă „A 40-a aniversare a revoluției de eliberare socială și națională, antifascistă și antiimperialistă” (20 august 1984) „pentru contribuția deosebită adusă la înfăptuirea politicii Partidului Comunist Român de făurire a societății socialiste multilateral dezvoltate în patria noastră, cu prilejul celei de-a 40-a aniversări a revoluției de eliberare socială și națională, antifascistă și antiimperialistă”[8]

## Lucrări publicate[2]
- Variația vîscozității oxigenului și amestecurilor de gaze cu oxigen în câmp magnetic, Teza de doctorat, 1956[9]
- Efecte magneto-mecanice la oxigen, 1959
- Rezonanța electronică de spin, Editura Academiei, 1965
- Fizica și tehnologia materialelor nucleare, Editura Academiei, 1968, reeditată în 1982, și traducerea editată de Pergamon Press, Londra, 1985
- La résonance paramagnétique électronique, Editura Dunod, Paris, 1968 - cu o prefață de Alfred Kastler
- Energia atomică, Editura Științifică, 1973
- Rezonanța magnetică în compuși cu uraniu, Editura Academiei, 1979
- Magnetnîi resonans soedinenia urana, Editura Energia, Moscova, 1982 - cu o prefață de Alexandr Prohorov
- Interacțiunea radiației laser cu metalele, Editura Academiei, 1986
- Laser Heating of Metals, Editura Adam Hilger LTD, Londra, 1990